# Hans Egon Andersson
Hans Egon Andersson, född 20 oktober 1916 i Malmö, död där 11 december 1998, var en svensk konstnär. 
Andersson studerade vid Skånska målarskolan i Malmö. Hans konst består av stilleben, blommor, gatumotiv och landskap med halmtäckta Skånegårdar ofta i små format. Andersson är begravd på Östra kyrkogården i Malmö.